# 五贼笔祸事件
五贼笔祸事件（：／），也叫《思想界》笔祸事件，是指1970年韩国诗人金芝河因诗作《五贼》被韩国朴正熙军政府以“反共法”问罪，并且遭到监禁，此事件被认为是韩国民主化运动的开端。

## 五贼梗概
“财阀、国会议员、高级公务员、将星、長次官”被金芝河《五贼》以韓語同音漢字讽刺为“狾䋢、𠣮獪狋猿、跍礏功無猿、长猩、瞕𤠝矔”。五賊原指乙巳五賊，是大韓帝國主张“日韓合邦”的五个卖国贼，即外交大臣朴济纯、内部大臣李址熔、军部大臣李根泽、学部大臣李完用、农商工部大臣權重顯。

## 事件
1970年，金芝河长诗《五贼》在《思想界》5月号（通卷205号）刊布。6月1日，最大野党新民党机关报纸《民主前线》（60号）转载。诗作为讽刺朴正熙军政府的讽刺诗，对朴正熙政府进行了猛烈批判。6月2日，军政府以《反共法》开始实施：《民主前线》遭到扣押不准刊行、编集局长金龙星遭到问询、《思想界》停刊、社长夫玩爀、编集长金承均被逮捕羁押。作者金芝河被逮捕羁押。
金芝河、夫玩爀、金龙星等4人引发了社会各界和言论自由人士的关注。李恒宁、金承钰、鲜于辉、朴斗镇、安秉煜等人也遭到曝光在法庭出庭。
1972年12月20日，结审宣布，金芝河被判决有期徒刑1年。